# Scribonius Largus
Scribonius Largus war ein römischer Arzt der empirisch-skeptischen Schule im 1. Jahrhundert n. Chr. zur Zeit des Kaisers Claudius. Er ist der Verfasser umfangreicher Rezeptzusammenstellungen zur Pharmakotherapie verschiedener Krankheiten.

## Leben
Über die Herkunft des Scribonius liegen keine sicheren Nachrichten vor. Sein nach Auffassung der älteren Forschung unbeholfen wirkendes Latein hatte zeitweise die Vermutung nahegelegt, dass es sich um einen griechischen Sklaven handelte, der zunächst Griechisch schrieb und erst dann ins Lateinische übersetzte. Die negative sprachliche Beurteilung wurde jedoch in jüngerer Zeit zunehmend revidiert.
Er gibt an, dass er Apuleius Celsus als Quelle benutzt habe, als dessen Schüler er gilt. Er stand in Beziehung zum Hof des Claudius, den er mehrfach als deus noster Caesar bezeichnet, und den er auf dessen Feldzug nach Britannien (43 n. Chr.) begleitete (comp. 163). Gesichert ist auch seine Beziehung zu Gaius Iulius Callistus, dem er seine, auch Stellungnahmen zu ethischen Fragen der ärztlichen Berufsauffassung enthaltende Rezeptsammlung Compositiones medicamentorum widmete. Vermutet hat man darüber hinaus, dass er auch Leibarzt des Claudius oder der Valeria Messalina gewesen sei.

## Werk
Von seinen Werken sind nur die Compositiones erhalten, eine Kompilation von 271 Rezepten, inhaltlich nach dem seit Aristoteles und noch heute bekannten Schema a capite ad calcem (vom Scheitel bis zum Fuß) geordnet, und entstanden zwischen 44 und 48 n. Chr., das heißt in der Zeit zwischen der Rückkehr des Claudius aus Britannien und dem Tod der noch als lebend erwähnten Messalina (comp. 60). Das Buch, das von dem jüngeren Andromachos und dem Pharmakologen Asklepiades, besonders aber von Marcellus Empiricus benutzt wurde, beruht auf griechischen Quellen: Herakleides von Tarent und seiner Schule.
Die Erstausgabe (Editio princeps) des Textes der Compositiones erfolgte im Jahr 1528 durch den französischen Humanisten Jean Ruel. Die mittelalterliche Handschrift, auf die der Herausgeber dabei zurückgegriffen hatte, ist jedoch seitdem verschollen. Ergänzende Hinweise zur Rekonstruktion des antiken Textes bot bis ins 20. Jahrhundert nur die Sekundärüberlieferung (über Pseudo-Apuleius) bei Marcellus Empiricus, der um 400 n. Chr. ungefähr 90 Kapitel des Werkes abgeschrieben hatte. Eine mittelalterliche Kurzfassung (Epitome) der Kapitel 97–107 und 214, die in ihrer Textfassung der Tradition des Marcellus nahesteht, wurde 1983 durch Innocenzo Mazzini auf Basis einer Handschrift des 9. Jahrhunderts (Bodmerianus 84 C, vormals Phillipps 386) publiziert. Bereits 1974 hatte Sergio Sconocchia in einer Handschrift vom Beginn des 16. Jahrhunderts (Toletanus Capit. 98,2) einen Scriboniustext entdeckt, der demjenigen der Editio princeps nahesteht und in einigen Punkten sogar einen besseren Text bietet. Auf dieser Basis entstand die heute maßgebliche Ausgabe durch Sergio Sconocchias in der Bibliotheca Teubneriana 1983. Dennoch sind in der Rekonstruktion des Textes, insbesondere bei der Beurteilung der Tradition von Marcellus, noch manche Unsicherheiten geblieben.
Scribonius Largus bietet im Prolog der Compositiones das älteste Zeugnis in der Überlieferung des Hippokratischen Eides.

## Ausgaben und Übersetzungen
- Sergio Sconocchia (Hrsg.): Scribonii Largi Compositiones. Teubner, Leipzig 1983.
- Kai Brodersen: Scribonius Largus, Der gute Arzt / Compositiones. Lateinisch und Deutsch. Marix, Wiesbaden 2016. ISBN 978-3-7374-1017-5.
- Jutta Kollesch, Diethard Nickel: Antike Heilkunst – Ausgewählte Texte. Philipp Reclam jun., Stuttgart 1994, ISBN 978-3-15-009305-4 (nur  Scribonius Largus an seinen Freund Callistus aus dem Vorwort zu den Rezeptzusammenstellungen, Sconocchia, S. 1,1–4,23).